# Blanche (musikgrupp)
Blanche är en amerikansk alternativ countrygrupp från Detroit, Michigan.
Bandet bildades i början av 2000-talet av makarna Dan (gitarr, sång) och Tracee Miller (basgitarr, sång). Därefter anslöt sig Dave Feeny (pedal steel guitar), Lisa "Jaybird" Jannon (trummor) och Patch Boyle (banjo, autoharpa). Boyle har senare ersatts med Jack Lawrence (känd från The Greenhornes och The Raconteurs).
Bandet albumdebuterade 2004 med If We Can't Trust the Doctors på independentbolaget Cass Records. Detta ledde till kontrakt med det större bolaget V2 Records, på vilket de 2006 släppte EP:n What This Town Needs. Nästa album, Little Amber Bottles, skulle ha släppts i början av 2007, men på grund av att V2 upphörde blev det uppskjutet. Det gavs ut i Storbritannien i juni 2007.

## Diskografi
Studioalbum
- 2004 – If We Can't Trust the Doctors
- 2007 – Little Amber Bottles

EPs
- 2003 – Demo EP
- 2004 – America's Newest Hitmakers
- 2006 – What This Town Needs

Singlar
- 2004 – "Who's To Say" / "Superstition"